# Hammerstad-Riff
Das Hammerstad-Riff ist ein Felsenriff vor der Südküste Südgeorgiens. Es liegt 2,5 km südlich des Kap Rosa im nördlichen Teil der Einfahrt zur Queen Maud Bay.
Der South Georgia Survey kartierte das Riff im Zuge seiner von 1951 bis 1957 dauernden Vermessungskampagne. Das UK Antarctic Place-Names Committee benannte es 1958 nach dem norwegischen Robbenjäger Thorleif Hammerstad (1915–2005), der ab 1946 einige Jahre für die Compañía Argentina de Pesca in Grytviken tätig war.